# ほると台
ほると台（ほるとだい）は、愛知県田原市の地名。丁番を持たない単独町名である。

## 地理
田原市の中央部に位置していて、野田町に囲まれている。

## 世帯数と人口
2015年（平成27年）10月1日現在の世帯数と人口は以下の通りである。
| 町丁     | 世帯数  | 人口  |
| -------- | ------- | ----- |
| ほると台 | 139世帯 | 408人 |

### 人口の変遷
国勢調査による人口の推移
| 2005年（平成17年） | 482人 | [ 5 ] |  |
| 2010年（平成22年） | 463人 | [ 6 ] |  |
| 2015年（平成27年） | 408人 | [ 2 ] |  |

## 学区
市立小・中学校に通う場合、学区は以下の通りとなる。また、公立高等学校に通う場合の学区は以下の通りとなる。
| 番・番地等 | 小学校             | 中学校             | 高等学校 |
| ---------- | ------------------ | ------------------ | -------- |
| 全域       | 田原市立野田小学校 | 田原市立田原中学校 | 三河学区 |

## 施設
- ほると台集会場
- ほると台1号公園
- ほると台2号公園
- ほると台3号公園

## その他

### 日本郵便
- 郵便番号 : 441-3434[3]（集配局：田原郵便局[9]）。